# Gabino de Turris
Gabino (em latim: Gabinus) foi um soldado e mártir cristão, morto por volta do século III em Porto Torres, Sardenha, Itália (antiga Turris). Sua festa é celebrada em 30 de maio e é o único "Gabino" incluído no Martirológio Romano, a oficial e reconhecidamente incompleta lista de santos da Igreja Católica. 
De acordo com uma Passio do século XII, Gabino foi um soldado romano encarregado de cuidar de um padre e um diácono aprisionados por sua fé, acabou convertido e os três morreram como mártires. A cada ano, em 3 de maio, três estátuas representando os três mártires são levadas em procissão a partir da Basílica de São Gabino (Basilica di San Gavino), a maior e mais antiga igreja românica da Sardenha, até uma pequena igreja onde estão três túmulos esculpidos na rocha da época da Roma Antiga na qual as estátuas são depositadas durante o Pentecostes. A pequena igreja então se transforma num local de peregrinação até que as estátuas voltem para a basílica em outra procissão na noite de Pentecostes. A pequena igreja então fica fechada até o dia 3 de maio do ano seguinte.
Ainda um segundo "São Gabino" é conhecido como o pai de Santa Susana e irmão do Papa Caio (r. 283–296). Segundo a lenda, apesar de ser um parente do imperador romano Diocleciano, foi decapitado em 296 por se recusar a realizar um sacrifício aos deuses romanos. Suas relíquias são veneradas atualmente na Igreja da Santíssima Trindade em Lyon, França, onde se comemora sua festa todo dia 19 de fevereiro.